# Казімеж Айдукевич
Казі́меж Айдуке́вич  (пол. Kazimierz Ajdukiewicz; 12 грудня 1890, Тернопіль — 12 квітня 1963, Варшава, Польща) — польський логік, філософ, семантик. Доктор філософії (1912), доктор габілітований (1920), професор (1925). Дійсний член Польської АН (1952).

## Життєпис
Казімеж Айдукевич народився 12 грудня 1890 року в місті Тернополі (Королівство Галичини та Володимирії, Австро-Угорщина, нині Україна) в сім'ї заможного чиновника Броніслава Айдукевича та Магдалени Гартнер.
Закінчив «повшехну» школу в Кракові, після того батьки переїхали до Львова, де Казімеж у 1908 році склав матуру в гімназії (за іншими даними, закінчив Тернопільську гімназію). Навчався у Львівському та Ґеттінґенському (Німеччина, 1913—1914) університетах. Під час навчання вивчав філософію у Львові під керівництвом Казімежа Твардовського. У 1912 році захистив докторську дисертацію про категорії філософії Канта. Слухав лекції Давида Гільберта та Едмунда Гуссерля у Ґеттінгені. Під час Першої світової війни воював у австрійській армії на Італійському фронті, 1919—1920 — у польській армії.
У 1920—1930-ті роки належав до Львівсько-Варшавської школи логіки і семантики.
Працював доцентом кафедри філософії Львівського університету (1921—1925), професором Варшавського уніврерситету (1925—1928), завідувачем кафедри логіки (1928—1929) і професором (1939—1941) Львівського університету, завідувачем кафедри фізики Львівського медичного інституту (1944—1945, нині Львівський національний медичний університет імені Данила Галицького). Під час німецько-нацистської окупації працював службовцем, також викладав у підпільній польській школі. Був віце-президентом Міжнародного союзу історії та філософії науки.
Від 1945 року — в Познанському університеті: завідувач кафедри теорії і методології науки (1945—1955), ректор (1948—1952). Від 1955 — професор кафедри логіки Варшавського університету й одночасно — завідувач відділом логіки Інституту філософії та соціології Польської АН, заступник директора цього інституту (1954—1961). Засновник і редактор журналу (1954—1963). Займався теорією та методологією наук, розробив семантичну теорію мови і теорію дефініції вислову, дав філософічну оцінку й тлумачення досягнень загальної та математичної логіки.
Був одружений (дружину звали Марія). Разом вони переклали працю Рене Декарта (пол. Kartezjusz) лат. «Meditationes de prima philosophia» (Роздуми про першу філософію) польською мовою Medytacje o pierwszej filozofii.
Помер 12 квітня 1963 року у Варшаві (Польська Народна Республіка, нині Польща).

## Спадщина
Друком вийшло 115 праць Айдукевича польською, англійською, німецькою мовами і мовою есперанто. Серед них, зокрема:
- «Główne zasady metodologii nauk i logiki formalnej» (1928),
- «O znaczeniu wyrażeń» (1931),
- «Logiczne podstawy nauczania, Obraz świata i aparatura pojęciowa» (1934),
- «Propedeutyka filozofii» (1938),
- «Epistemologia i semantyka» (1948),
- «Zagadnienia i kierunki filozofii» (1949),
- «Zarys logiki» (1952),
- «Zagadnienia empiryzmu a koncepcja znaczenia» (1964),
- «Logika pragmatyczna» (1965).

## Вшанування пам'яті
1990 у Тернополі відбулися науково-методологічні читання, присвячені 100-річчю від дня народження Айдукевича (їх матеріали опубліковані).